# 奇维塔坎波马拉诺
奇维塔坎波马拉诺（義大利語：Civitacampomarano），是意大利坎波巴索省的一个市镇。总面积38平方公里，人口569人，人口密度15.0人/平方公里（2009年）。ISTAT代码为070019。